# Фиш, Рианнон
 Рианнон Фиш  (англ.  Rhiannon Fish; род. 14 марта 1991, Калгари, Альберта, Канада) — австралийская актриса канадского происхождения, наиболее известная по ролям Лизы Джеффрис в сериале «Соседи» и Эйприл Скотт в сериале «Домой и в путь».

## Ранние годы
Рианнон Фиш родилась в Калгари (провинция Альберта, Канада), в возрасте четырёх лет с семьёй переехала в Мельбурн. Она проходила обучение в Camberwell Girls Grammar School и Children’s Performing Company of Australia, которую она окончила в 2008 году.

## Карьера
Фиш дебютировала на телевидении в 2003 году в возрасте 11-ти лет, сыграв роль Лизы Джеффрис в телесериале «Соседи». В последующие годы она снималась в сериалах «Звон колокольчиков» и «Наслаждение», а также в фильме Playing for Charlie.
В 2010 году Рианнон присоединилась к актёрскому составу сериала «Домой и в путь», в котором вплоть до 2013 года играла роль Эйприл Скотт. В 2013 году приняла участие в тринадцатом сезоне австралийской версии телешоу «Танцы со звёздами», где в паре с Ариком Егудкиным заняла второе место, уступив паре Козентино и Джессики Раффе.
В ноябре 2015 года актриса получила роль антагонистки Онтари в третьем сезоне постапокалиптического сериала канала The CW «100»

## Личная жизнь
В 2010—2012 годах Рианнон встречалась со своим коллегой по сериалу «Домой и в путь» актёром Линкольном Льюисом.
В 2012 году Фиш начала встречаться с австралийским певцом Рисом Мастином. Молодые люди познакомились во время съёмок музыкального клипа на сингл «Shout It Out», в котором Рианнон играла девушку Риса. В феврале 2015 года пара рассталась.
Старшая сестра Рианнон, Коринн, умерла в июле 2014 года.

## Фильмография
| Год       |    | Русское название              | Оригинальное название                            | Роль          |
| --------- | -- | ----------------------------- | ------------------------------------------------ | ------------- |
| 2003—2006 | с  | Соседи                        | Neighbours                                       | Лиза Джеффрис |
| 2007—2009 | с  | Звон колокольчиков            | As the Bell Rings                                | Роки          |
| 2008      | ф  | —                             | Playing for Charlie                              | Лора          |
| 2010      | с  | Наслаждение                   | Satisfaction                                     | Баффи         |
| 2010—2013 | с  | Домой и в путь                | Home and Away                                    | Эйприл Скотт  |
| 2016      | с  | 100                           | The 100                                          | Онтари        |
| 2018      | ф  | Оккупация                     | Occupation                                       | Ванесса       |
| 2020      | тф | Ты сводишь меня с ума         | You’re Bacon Me Crazy                            | Лора          |
| 2020      | мф | —                             | End Live-Shackle Slaughter PSA                   | рассказчица   |
| 2021      | тф | —                             | A Love to Remember                               | Тенли Суини   |
| 2021      | с  | Расследования Авроры Тигарден | Aurora Teagarden Mysteries                       | Мелисса Нидем |
| 2021      | тф | —                             | The 27-Hour Day                                  | Айла Уэст     |
| 2021      | тф | —                             | Love on the Wings of Eagles                      | Эбби Морган   |
| 2021      | тф | —                             | Signed, Sealed, Delivered: The Vows We Have Made | Чарли         |
| 2021      | тф | —                             | Love and Chocolate                               | н/д           |